# Adlersberg (Thüringer Wald)

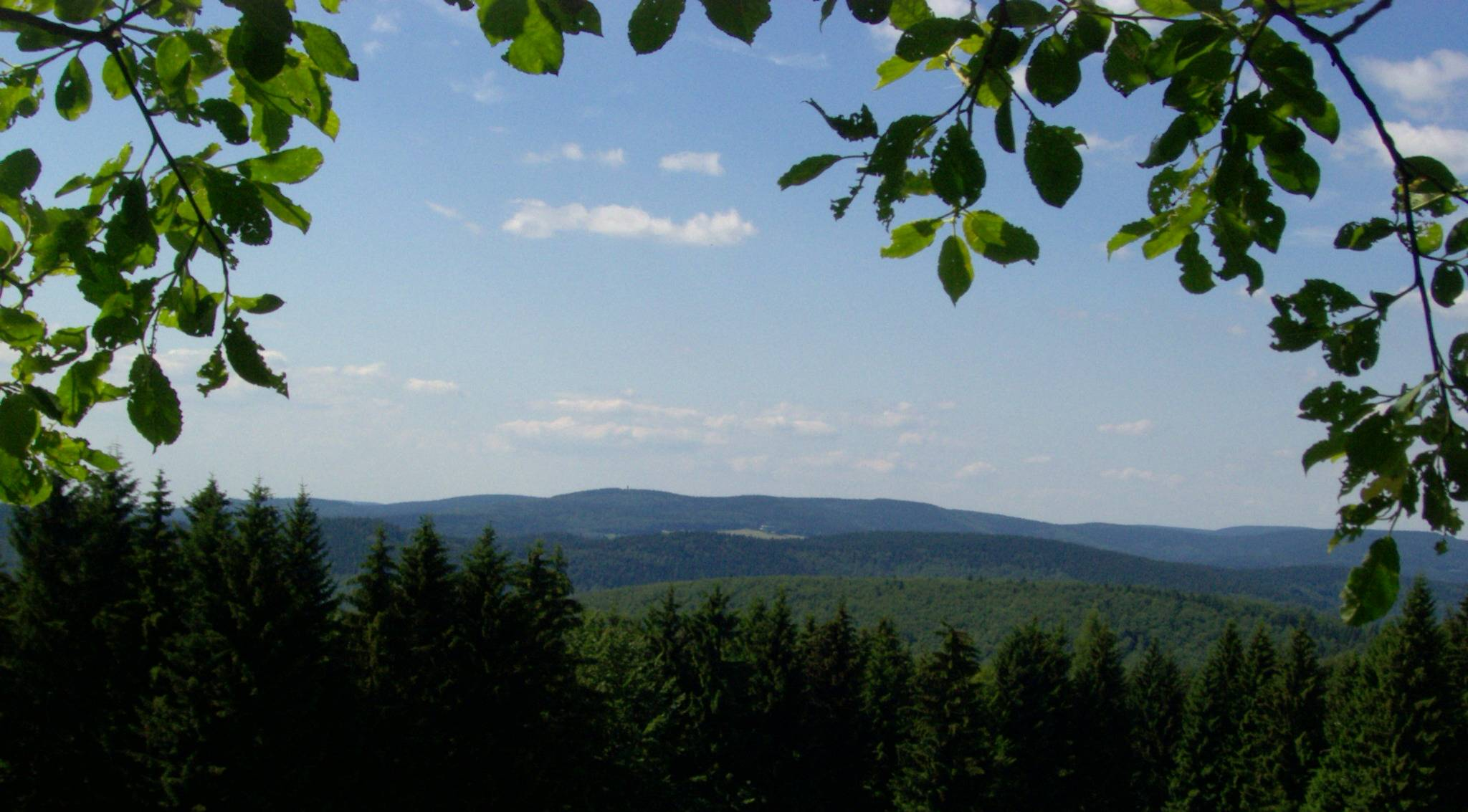
Blick auf den Adlersberg (Bildmitte, mit Turm)

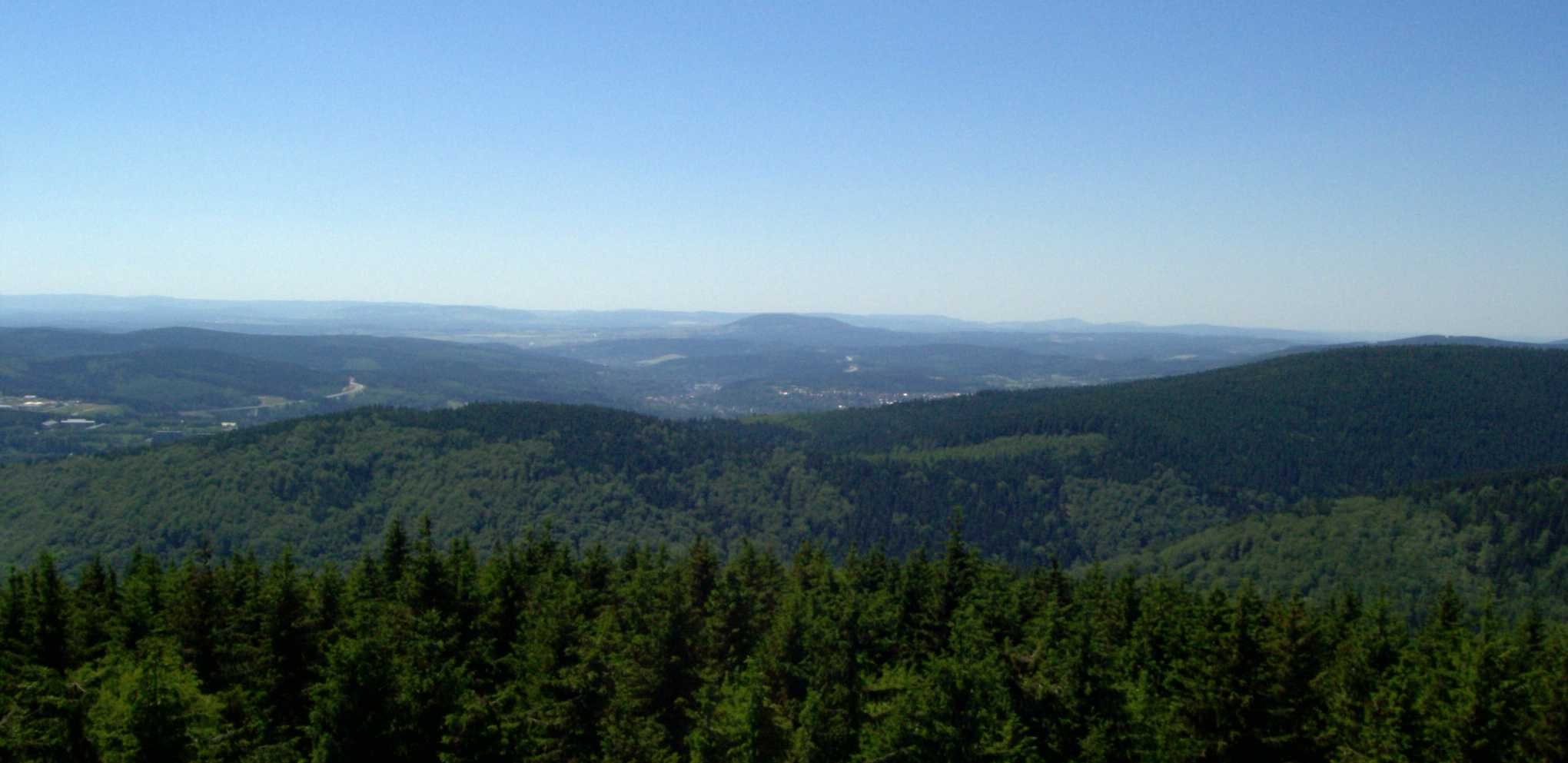
Blick vom Adlersberg Richtung Dolmar und Suhl

Der Adlersberg ist ein 849,9 m ü. NHN hoher Berg bei Suhl im Thüringer Wald.

## Beschreibung
Zwar ist der Adlersberg mit 849,9 m niedriger als manche seiner nördlichen Nachbarn (sein „Neben“gipfel Neuhäuser Hügel (890,6 m), Großer Eisenberg (907,4 m), Großer Finsterberg (944,1 m), Schneekopf (978 m) und Großer Beerberg (982,9 m)), doch überragt er alle Berge, die sich nach Süden anschließen, deutlich um 200 bis 300 m.
Bei klaren Sichtverhältnissen ist der mit seinen unmittelbaren Nebengipfeln sehr breite Adlersberg bereits aus 20 km Entfernung von der Bundesautobahn 73 bei Eisfeld zusammen mit dem durch ein Tal getrennten Großen Eisenberg sichtbar.

## Lage, Umgebung und Nebengipfel
Der Adlersberg liegt zwischen Suhl, Schmiedefeld am Rennsteig, Vesser und Hirschbach auf dem Gebiet der Stadt Schleusingen, Landkreis Hildburghausen.
Das Adlersberg-Massiv mit seinen diversen (Neben-)Gipfeln hat die Form eines nach Süden offenen Hufeisens, innerhalb dessen die nach Süden fließende Erle am Sattel zwischen Großem Erleshügel und Neuhäuser Hügel (s. u.) in knapp 780 Höhe entspringt.
Nach Norden geht der Adlersberg fast direkt in die minimal höhere Schüßlers Höhe (859 m) und, nach einem nur mäßig tiefen Tal, in den mit 891 m noch höheren Neuhäuser Hügel über, westlich dessen der Große Erleshügel (839 m) folgt, der nach Süden in den Beerberg (809 m) übergeht, an den sich weiter südlich schließlich der Große Dröhberg (ca. 730 m) anschließt – jeweils mit Schartentiefen von unter 30 m. Die drei letztgenannten Berge sind bereits – wie auch der 746 m hohe Ringberg mit dem namensgleichen Hotel, der sich als westlicher Vor-Gipfel an den Erleshügel anschließt – (östliche) Suhler Stadtberge.
Begrenzt wird das Adlersberg-Massiv nach Norden durch eine Reihe tieferer Täler (Schollengrund, Pfanntal, oberes Galgental), die nach Norden hin in das Tal des nach Suhl fließenden Lauter-Zuflusses Lange Lauter übergehen, hinter dem mit dem Großen Beerberg (983 m) und dem Schneekopf (978 m) die beiden höchsten Berge Thüringens liegen, während nordwestlich der immerhin noch 820 m hohe Sattel zwischen Neuhäuser Hügel und Großem Eisenberg die Grenze bildet.
Westliche Grenze ist die Stadt Suhl, östliche die Vesser, während das Massiv nach Süden allmählich bis zur Mündung der Vesser in die Erle in St. Kilian abflacht.

## Routen zum Gipfel
Stellvertretend für die vielen Wege aus den umliegenden Ortschaften hier die zwei bekanntesten: ein bis auf den letzten Anstieg fast ebener Weg führt vom Parkplatz Wegscheide zum Adlersberg, ein noch kürzerer aber etwas stärker ansteigender Weg vom Stutenhaus bei Vesser.

## Adlersbergturm
In den Jahren 1884 bis 1892 wurde auf dem Adlersberg ein 22 Meter hoher Aussichtsturm errichtet: der Adlersbergturm. Baumaterial war heimischer Porphyr. Umfangreiche Ausbesserungsmaßnahmen fanden 1929 und 1971 bis 1972 statt.  Der Turm kann in der Regel täglich außer montags und an Vatertag gegen geringes Entgelt über eine Wendeltreppe aus 91 Stufen bestiegen werden. Die Aussicht vom Turm reicht bis zu den Bergen der Hohen Rhön (Kreuzberg, Heidelstein, Wasserkuppe), davor liegt der Dolmar und noch näher Suhl mit dem nahen Gewerbegebiet Friedberg. Dem Verlauf der Bundesautobahn 73 folgend, sieht man die Gleichberge. Am Fuße des Turms wurde in der Mitte der 1970er Jahre eine Finnhütte errichtet, genannt „Bergbaude Adlersberg“, in der Souvenirs verkauft und kleine Mahlzeiten angeboten wurden.
Nach der Wende wurde die Baude privatisiert und wird als Berggaststätte betrieben; der Wirt besorgt auch den Schließdienst für den Turm.